# Двоеточие (буква)
Двоеточие (꞉) — буква, выглядящая как пунктуационный знак двоеточие. Используется в нескольких языках и системах фонетической транскрипции, обычно для обозначения долготы или тона. В некоторых шрифтах у двоеточия-буквы точки расположены немного ближе друг к другу, чем у обычного двоеточия, что делает эти два символа визуально различимыми. В Юникоде двоеточию-букве соответствует отдельный код U+A789, распознаваемый как буква, а не знак пунктуации в электронных текстах. На практике, однако, двоеточие из набора ASCII часто используется вместо буквы.

## Алфавитная буква
В нескольких индейских языках двоеточие используется для обозначения долготы гласных. К ним относятся зуни, хупа, оодхам, саюланский пополукский и могаукский. В других языках используется половина двоеточия (верхняя точка двоеточия, или интерпункт, U+A78F ꞏ latin letter sinological dot). Оба варианта происходят из Американской фонетической транскрипции.
Двоеточие используется для обозначения грамматического тона в языках буду (Демократическая Республика Конго), сабаот (Кения), иногда гребо (Либерия) и в нескольких языках Папуа — Новой Гвинеи: эрима, гизрра, гобаси, гуахатике, калули, камула, касуа, боази и зимакани.

## Фонетический символ
В Американской фонетической транскрипции двоеточие может использоваться для обозначения долготы гласных, хотя оно встречается несколько реже половины двоеточия.
В Международном фонетическом алфавите используется специальная буква, похожая на треугольное двоеточие, обозначающая долготу предыдущего гласного или согласного (U+02D0 ː modifier letter triangular colon). Её форма — это два треугольника, указывающие друг на друга, а не две точки, как в Американской фонетической транскрипции. Для обозначения полудолготы используется верхний треугольник (U+02D1 ˑ modifier letter half triangular colon).
В Уральском фонетическом алфавите используется приподнятое двоеточие — U+02F8 ˸ modifier letter raised colon.